# 科科波縣
4°20′30″S 152°15′57″E / 4.3417°S 152.2657°E
科科波縣（英語：Kokopo District），是巴布亞新畿內亞東新不列顛省的縣份之一，位於新不列顛島，首府設於科可波，面積408平方公里，2011年人口87,829，人口密度每平方公里220人。